# Tell eṣ-Ṣaliḥiyeh
Koordinaten: 33° 30′ 31″ N, 36° 28′ 11″ O
Tell eṣ-Ṣaliḥiyeh, auch Tell es-Salihiye; ist ein antiker Siedlungshügel (Tell) im Osten der Ghuta-Oase von Damaskus in Syrien. Der befestigte Ort erreichte seine größte Ausdehnung zwischen dem Anfang des 2. Jahrtausends und etwa dem 12. Jahrhundert v. Chr., als er dem Schutz der in der Oase liegenden Siedlungen vor Angriffen aus der östlichen Syrischen Wüste diente. 1953 wurde in einem Teil des Hügels die Schichtenfolge der aus Lehmziegeln erbauten Stadtanlagen bestimmt.

## Lage
Tell eṣ-Ṣaliḥiyeh liegt auf etwa 630 Meter Höhe 15 Kilometer östlich des Zentrums von Damaskus in der Übergangszone zwischen dem bewässerten Ackerland der Ghuta-Oase und dem sich östlich anschließenden Regenfeldbaugebiet und Weideland, das Merj genannt wird und noch zum Umland von Damaskus gehört. Weitläufige Außenbezirke der Stadt mit schnell gebauten einfachen Wohnsiedlungen haben sich bis hierher ausgedehnt. Die mit Schwemmland angefüllte flache Mulde der Oase wird in west-östlicher Richtung vom Barada durchflossen, der im Anti-Libanon entspringt und seit Jahrtausenden zur Feldbewässerung genutzt wird. Er fließt kanalisiert mitten durch die Landeshauptstadt, verlässt diese im Norden des Dschebel Qassiun und verschwindet östlich des Tell eṣ-Ṣaliḥiyeh hinter der vulkanischen Schwelle des Diret et-Tloūl im Tafelland der syrischen Wüstensteppe. Der Siedlungshügel liegt am nördlichen Ufer des von Pappeln gesäumten Flusses. Der Barada fließt etwa 100 Meter südlich vorbei und kommt im Südosten bis 20 Meter an den Fuß des Hügels heran. Das Ackerland der Umgebung ist von Bewässerungsgräben durchzogen.
Die unterhalb des Dschebel Qassiun gelegene islamische Stadtgründung Salihiye, heute ein Stadtteil von Damaskus, ist nicht mit dem Tell zu verwechseln.
Der Tell eṣ-Ṣaliḥiyeh ragt 25 Meter über die Ebene und ist damit der größte, seit prähistorischer Zeit bestehende Siedlungshügel der Ghuta. Er bildete zur östlichen Wüste den am stärksten befestigten Posten eines Verteidigungsrings um die Oase, deren natürliche Grenze im Süden durch den Nahr el-Awadsch  (Nahr el-Aaouaj) gebildet wurde. Sein Flusslauf in einem west-östlichen Grabental führt an einem vulkanischen Höhenzug entlang. Die dortige kleinere befestigte Siedlung Deir Khabiye, 15 Kilometer südwestlich von Damaskus, war die entsprechende Schutzburg für Angriffe aus dem Süden. Eine ähnliche strategische Rolle dürfte auch der ab 1989 vom syrischen Antikendienst ausgegrabene Tell Sakka gehabt haben. Er liegt fünf Kilometer nordwestlich des Flughafens. Den Abschluss der Oase im Westen bilden Vorberge des Anti-Libanon, von dem sich kleine Hügelketten im Norden in die Ebene vorschieben.

## Forschungsgeschichte
Die früheste Beschreibung des Hügels stammt von Joseph Leslie Porter, einem in Damaskus tätigen Missionar. Er veröffentlichte 1855 in seiner zweibändigen Reisebeschreibung einen Holzschnitt, der einen halbkugelförmigen zentralen Hügel zeigt, an dessen Südseite der Barada direkt unterhalb einer Abbruchkante vorbeifließt. Porter glaubte, der Steilabfall sei vom Fluss ausgespült worden, tatsächlich deuten die dort gefundenen Lehmziegelreste auf eine äußere Befestigung hin. Auf der Hügelspitze ist noch das später verschwundene Grabmal des islamischen Heiligen Ferzad als Kuppelbau zu sehen. Nach ihm trägt der Hügel den lokalen Namen Tell Ferzad oder Tell Firzat. Ein von Porter gefundenes Steinrelief wird in die Zeit zwischen 900 und 700 v. Chr. geschätzt. Es zeigt in halber Seitenansicht einen aramäischen König, der einen kurzen Gegenstand in seiner rechten Hand und in seiner ausgestreckten Linken einen Stab hält. Das Relief gelangte vor 1870 in den Besitz des British Museum.
Im Mai 1866 ließ E. T. Rogers, der britische Konsul von Damaskus, etwa zwei Wochen lang anfangs zehn, später 24 Arbeiter auf dem Hügel graben, ohne nennenswerte Funde zu machen. 1869 veröffentlichte er seine Ergebnisse in einer Zeitschrift. Um 1900 wurde am Südhang ein Graben ausgehoben. Die dabei entdeckten Bruchstücke eines Sarkophages sind verschwunden. Den Oberflächenformen nach zu urteilen müssen später Raubgräber an den Abhängen aller Seiten mit Ausnahme des Nordhangs tätig gewesen sein.
Die einzige systematische Grabung unternahm Hans Henning von der Osten (1899–1960) von Januar bis Mai 1953. Im Auftrag der schwedischen Universität Uppsala untersuchte das aus etwa zwölf Arbeitern bestehende Team den unversehrt gebliebenen östlichen Teil des Nordhangs und hob in nord-südlicher Richtung einen durchschnittlich fünf Meter breiten Graben aus. Es wurde eine grobe Vorstellung von der zeitlichen Abfolge der zwölf untersuchten Bauperioden, vom jeweiligen Aussehen und der Ausdehnung der Siedlung gewonnen. Da nur ein kleiner Bereich des Hügels freigelegt wurde, kamen aus den einzelnen Perioden wenig Topfscherben zum Vorschein. Die meisten Keramikfunde, darunter auch vollständig erhaltene Gefäße stammen aus Gräbern der untersten freigelegten (XII.) Periode. In den oberen Schichten fanden sich einige Gebrauchsgegenstände aus Basalt, besonders Handmühlen, sowie Schmuck aus Knochen, Muscheln und Fritte. Funde aus Metall waren in allen Schichten sehr selten.

## Beschreibung des Tells
Der Siedlungshügel ist oval und misst 250 × 300 Meter, die Längsachse liegt in west-östlicher Richtung. Das Mausoleum auf der Hügelspitze war zur Zeit der Ausgrabung durch ein kleineres Grab ersetzt. Die Straße führt weiter nach Osten (Richtung ad-Dumair) durch ein altes Siedlungsgebiet, das heute mit Trockenbüschen (Salsola rigida Pall) bedeckt ist. Dort waren auf zahlreichen kleineren Erhebungen ebenso arabische Gräber, Topfscherben und Lehmziegelreste zu finden.
Die höchste Erhebung des Tells liegt im Nordwesten; nach Westen fällt die Hügelkuppe in einem künstlich geschaffenen Absatz ab, der vermutlich Teil einer Umfassungsmauer war, die während nahezu der gesamten Besiedlungsdauer den Hügelrand sicherte. Richtung Süden und Osten fällt das Gelände flacher und in Wellen bis zu einer niedrigen Terrasse ab. 1953 war der Hügel an allen Seiten von kleinen Bewässerungskanälen und Ackerland umgeben. Die Lage der Umfassungsmauern konnte durch die Einzelgrabung nur in einem kleinen Bereich festgestellt werden. Bei allen zwölf untersuchten Schichten bestanden die Mauern aus Lehmziegeln, bei den nicht ergrabenen tieferen Schichten waren sie möglicherweise auch aus Stampflehm.

## Grabung 1953
Die Schichtenfolge gibt nur Auskunft über den freigelegten Bereich an der Nordseite. Die meisten Bauperioden waren durch Ascheschichten voneinander getrennt, was auf hölzerne Aufbauten / Dachkonstruktionen und jeweils auf eine Katastrophe oder einen Untergang durch fremde Eroberer hindeutet. Die Fundamente der jüngsten Siedlungsschicht, bestehend aus teilweise zusammengefallenen Lehmziegelmauern, kamen in 1,15 Meter Tiefe zum Vorschein. Auf dem gestampften Lehmboden befanden sich einige Tonscherben, Steinsetzungen eines Fundaments und die Reste verkohlter Balken.
In Schicht II in einer durchschnittlichen Tiefe von 2,1 bis 2,4 Meter wurden zwei Wohnschichten unterschieden, die beide innerhalb einer starken Umfassungsmauer lagen. Diese Mauer war 1,2 Meter breit und bestand aus grauen und gelblichen Lehmziegeln mit den Maßen 35 × 35 × 10 Zentimeter. Auch hier bestand der Boden aus festem glattem Stampflehm. Es wurden ein Brotbackofen, die Bruchstücke mehrerer großer Gefäße und einige Münzen gefunden.
Die Bauperiode III zwischen 3,6 und 3,8 Meter Tiefe wurde dreifach unterteilt. Zwischen den Wohnschichten mit Lehmziegeln von 40 × 40 × 12 Zentimeter, die teilweise auf Steinfundamenten lagen, fanden sich wenige Zentimeter starke Kies- und Brandschichten. Die Besonderheit war ein in die unteren Schichten eingetieftes Aschenloch, aus dem reichlich und teilweise vollständig erhaltene Keramik geborgen wurde. Die im Aschenloch gefundenen Knickfibeln geben einen Anhaltspunkt für die Datierung. Sie waren im Vorderen Orient vom 9. bis zum 6. Jahrhundert v. Chr. verbreitet; von der Osten schätzt diese Schicht auf wenig älter als das 6. Jahrhundert. Nur in der ersten und dritten Schicht gab es teilweise Steinfundamente.
Schicht IV auf 4,1 Meter unter der Oberfläche war nur an der Ostseite des freigelegten Grabens erkennbar und enthielt bis zu 30 Zentimeter hohe Lehmziegelmauern. Der Ort dürfte wesentlich kleiner gewesen sein als während Schicht V, die auf 5,8 Meter Tiefe lag. Die hier erkannten Mauern saßen teilweise auf der Schicht VI oder bestanden aus wiederverwendetem Material der tieferen Schicht. Der Umfassungsmauer waren an der Außenseite eine 80 Zentimeter starke Verbreiterung und pfeilerartige Versteifungen vorgebaut worden. Die äußeren grauen Lehmziegel ließen sich von den gelblichen des Mauerfundaments unterscheiden. Die starke Befestigung von VI wird ebenso wie Schicht V in die Zeit der Aramäerherrschaft datiert. Vermutlich gab es auf der breiten Terrasse an der Südseite des Burgberges einen Palast, aus dem das von Porter gefundene Relief stammen könnte.
Bei Schicht VII war keine äußere Umfassungsmauer erkennbar, vermutlich bestand aber noch eine ältere Schutzmauer, die verwendet wurde. Später wurde das Stadtgebiet erheblich verkleinert. Der Untergang dieser Bauperiode muss gewaltsam gewesen sein, denn über ihr lag eine etwa 1,2 Meter dicke Asche- und Brandschicht, die auf eine vollständige Zerstörung durch Feuer hindeutet. 
Die obere Begrenzung von Schicht VIII fand sich in 8,3 Meter Tiefe. Eine mächtige Umfassungsmauer aus dieser Zeit konnte bei den Ausgrabungen als 4 Meter breites helles Band erkannt werden, das besonders nach Regenfällen an den äußeren  Böschungen hervortrat. Diese Befestigung wurde bereits in der IX. Schicht angelegt und nachfolgend als Fundament verwendet oder ausgebessert und verstärkt. Die Mauer war 1,9 Meter stark und bei der Ausgrabung noch bis zu einer Höhe von 3,5 Meter erhalten. An der Innenseite der Mauer war einen Meter hoch Bauschutt angefüllt worden, außerhalb dürfte es eine kleinere Vormauer gegeben haben. Die Stadt dieser Zeit könnte eine amurritische Gründung gewesen sein, die nachfolgenden Zerstörungen der Schichten VIII und VII wären dann durch das Eindringen der Seevölker verursacht worden.
In einer Tiefe von 12,2 bis 12,6 Meter liegt Schicht X, deren 3,2 Meter starke Umfassungsmauer auf einer älteren Mauer aufsaß. Ungewöhnlich ist, dass der Außenmauer zumindest an einer Stelle ein einreihiges Steinfundament unterlegt war. Der Boden von Schicht XI lag etwa 50 Zentimeter tiefer. Auch hier wurde die Außenmauer der älteren Schicht überbaut oder restauriert. In einem Gebäude fand sich ein großer Tontopf neben einer Feuerstelle.
Schicht XII ist die älteste untersuchte und die bedeutendste Schicht des Ruinenhügels. Die beiden frühesten untersuchten Perioden werden in die erste Hälfte des 2. Jahrtausends datiert, die wenigen Keramikfunde dieser Schichten stammen aus dem 19. bis Ende 17. Jahrhundert. Sie lassen sich typologisch mit den Funden von Ugarit Moyen 2 (etwa 1900–1750) und Hama H (20. Jahrhundert – 1750) vergleichen. Beim Bau der Umfassungsmauern muss der Siedlungshügel bereits fünf bis sechs Meter höher als die Ebene gewesen sein. Die unterhalb befindlichen älteren Befestigungsmauern wurden entweder durch den Druck amorph zusammengepresst oder aus Stampflehm gefertigt. Innerhalb der Mauern war mehrfach Bauschutt angefüllt worden, wodurch sich für die jüngeren Schichten allmählich ein an den Außenbereichen erhöhtes Siedlungsprofil ergab.

## Geschichtliche Bedeutung
Es gibt Hinweise auf eine geringe frühe Besiedlung der Ghuta entlang dem Barada ab etwa 9000 v. Chr. Südlich der Linie von Homs gab es im 4. und 3. Jahrtausend keine Siedlungshügel, deren Größe und Zahl annähernd mit denen von Nordsyrien vergleichbar gewesen wäre. Damaskus war in der Bronzezeit vermutlich nur ein kleines Dorf. Die Ghuta war damals wohl ein Sumpf- oder Waldgebiet, das der Jagd diente und von dem Wasser in die Merj, die heutigen Randgebiete, zur Feldbewässerung abgeleitet wurde. In diesem Bereich dürften die landwirtschaftlichen Siedlungen gelegen haben, die es zu verteidigen galt. Wenn beim Tell eṣ-Ṣaliḥiyeh, der Anfang des 2. Jahrtausends gut fünf Meter hoch war, eine auf dieselbe Höhe geschätzte Umfassungsmauer dazugerechnet wird, ergibt sich eine Position, von der es möglich war, in der Ebene die Wege zur Oase zu überwachen und mehrere Stunden vor Angriffen Feuersignale auszusenden.
Die in der mittleren Bronzezeit entstandenen Befestigungsanlagen bestanden zunächst aus einem drei Meter hohen Wall, der die damals sieben bis acht Meter hohe Böschung außen in einem natürlichen Schüttungswinkel erhöhte. Innen war der Wall steiler begradigt. Später wurde auf diesen Erdwall ein Kiesbett aufgeschüttet, das als Fundament für eine Befestigungsmauer diente. Hinter der Vormauer folgte eine stärkere Umfassungsmauer aus Lehmziegeln. Durch die Böschung entstand eine Glacis mit einem flachen Steigungswinkel, die den Verteidigern die Möglichkeit gab, Angreifer unter Beschuss zu nehmen, ohne sich selbst so weit hinauszulehnen, wie es bei einer senkrechten Mauer erforderlich gewesen wäre. Zugleich erschwerte die Böschung den Angreifern, schweres Belagerungsgerät nahe heranzuschaffen. Solche äußeren Befestigungen aus einer Kombination von Wall und Mauer, wobei die Mauer das Haupthindernis bildete, waren typisch für Siedlungen, die durch Erweiterung um eine Unterstadt vergrößert wurden. Sie kamen bei nordsyrischen Städten unter anderem in Karkemiš und Ugarit vor, ebenso bei Deir Khabiye, das zum Verteidigungsring um die Ghuta gehörte. Die Verteidigungsmauern aus Lehmziegeln, die getrocknet werden mussten, waren zeitaufwendiger zu errichten als ein aufgeschütteter Wall. In den genannten Orten gab es daher vorher schon einen befestigten, relativ großen, älteren Stadtkern, in den sich die Bevölkerung bei Gefahr zurückziehen konnte.
Die immer höher und massiver werdenden Befestigungsanlagen während der ersten Hälfte des 2. Jahrtausends (beginnend mit Schicht XII) lassen sich mit der unsicheren Lage erklären, die durch Eindringlinge aus dem Osten und Norden verursacht wurde. So drangen die Hurriter von der Region Dschazira aus in Syrien vor und zwangen vermutlich andere Völker zur Abwanderung nach Süden. Als Hyksos genannte Gruppe gelangten die verschiedenen Bewohner Syriens und Palästinas um 1700 v. Chr. bis nach Ägypten. Hinzu kam um diese Zeit eine Verbesserung der Waffentechnik und der aus Mesopotamien eingeführte Einsatz neuer Waffen. Hierzu zählten die von Pferden gezogenen Streitwagen und Bogenschützen, die einen Bogen mit größerer Reichweite verwendeten. Die Verbesserungen der Befestigung und die zahlreichen Brandschichten in Tell eṣ-Ṣaliḥiyeh hängen mit den ständigen Angriffen, aber nicht mit einem Wechsel der Bevölkerung zusammen.
Als der Ort in der Mitte des 1. Jahrtausends v. Chr. innerhalb des Achämenidenreichs lag, waren die massiven Befestigungen nicht mehr erforderlich. Damaskus entwickelte sich nun zum Hauptort der Ghuta. Eine hellenistische Schicht wurde auf dem Hügel nicht gefunden. Aus römischer Zeit sind die Reste eines Kastells bekannt. Der Hügel diente den Römern als Signalstation innerhalb ihres Verteidigungssystems (Limes Arabicus). Ein halbrundes Fundament könnte eventuell zur Apsis einer Kirche aus frühbyzantinischer Zeit gehört haben.